# William Cecil Marshall
William Cecil Marshall (* 29. April 1849 in London; † 24. Januar 1921 in Hindhead, Surrey) war ein englischer Tennisspieler und Finalist bei den ersten Wimbledon Championships 1877.
Marshall wurde 1849 im Londoner Stadtteil Mayfair geboren. Eigentlich ein Real-Tennis-Spieler, trat er beim ersten Turnier in Wimbledon an. Er hatte im Halbfinale ein Freilos und traf anschließend im Endspiel auf Spencer Gore. Während Marshall von der Grundlinie aus spielte, stürmte Gore ans Netz, von wo er die Bälle von Marshall per Volley abwehrte und sich so den Sieg sicherte. Gore gewann schließlich 6:1, 6:2 und 6:4.
Marshall nahm 1879 erneut an den Wimbledon Championships teil und verlor dort im Achtelfinale gegen den späteren Sieger John Hartley.